# جزمین (کالیفرنیا)
جزمین (به انگلیسی: Jasmin) یک منطقهٔ مسکونی در ایالات متحده آمریکا است که در شهرستان کرن، کالیفرنیا واقع شده‌است. جزمین ۱۳۸ متر بالاتر از سطح دریا واقع شده‌است.